# Международный майский фестиваль

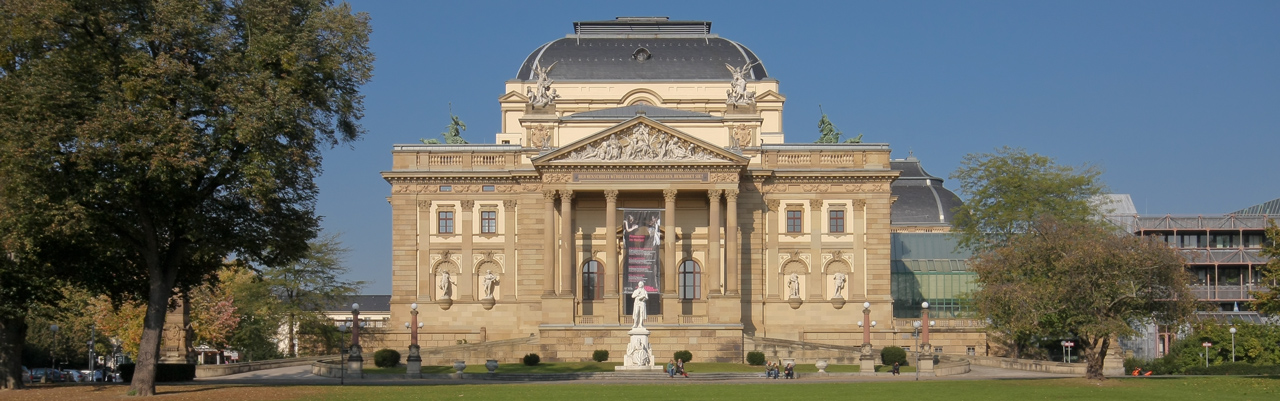
Здание Гессенского государственного театра Висбадена

Международный майский фестиваль (англ. Internationale Maifestspiele) — ежегодный музыкальный фестиваль, проходящий в Германии в Гессенском государственном театре Висбадена.
Основанный в конце XIX века после, фестиваль является одним из самых известных международных театральных и музыкальных фестивалей в мире.

## История и деятельность
Идея Майского фестиваля восходит к Байрёйтскому фестивалю, который проводится ежегодно с 1876 года. После открытия нового Гессенского государственного театра в Висбадене в 1894 году, эту идею подхватил режиссёр Георг фон Хюльзен-Хеселер. Поскольку кайзер Вильгельм II останавливался в этом всемирно известном курортном городе каждый год в мае, имело смысл запланировать фестиваль именно на этот месяц. Первый майский фестиваль проходил с 6 по 19 мая 1896 года. На нём присутствовал Вильгельм II со своей женой Августой.
Работы Рихарда Вагнера были в центре фестивальных программ до 1914 года, но также были поставлены и другие оперы, в том числе «Оберон» Карла Марии фон Вебера в 1900 году. В связи с начавшейся Первой мировой войной, майский фестиваль временно приостановили. Но даже после окончания войны о возобновлении традиции долгое время не было речи. Только в 1928 году фестиваль под названием «Mai-Festwoche» вновь состоялся под руководством композитора Пауля Беккера. В 1929 году название фестиваля было «Festwochen im Mai» и на нём сбыла представлена опера Рихарда Штрауса «Египетская Елена».
С приходом к власти в Германии нацистов, контроль над всеми театрами страны был захвачен национал-социалистами. До 1939 года фестиваль проводился в рамках недели Gaukulturwochen под управлением Карла фон Шираха — генерального директора Государственного театра Висбаден. После окончания Второй мировой войны Майский фестиваль возобновился в 1950 году.
Новое название фестиваля также было связано с новой художественной концепцией, в рамках которой на фестиваль были приглашены известные зарубежные театры. В 1962—1968 годах художественный руководитель Клаус Гельмут Дрезе поощрял фестивальные презентации восточноевропейских компаний под девизом «Fenster nach Osten» («Окно на Восток»), когда состоялись гостевые постановки опер и балетов из Варшавы, Ленинграда, Софии, Бухареста, Москвы и театров бывшей Восточной Германии. Клаус Лейнингер, руководитель фестиваля с 1986 по 1994 год, приглашал художественные коллективы из Испании, Северной Европы и Северной Америки.
Ежегодно организация «Друзья Международного майского фестиваля» оказывают финансовую поддержку этому мероприятию. В программе фестиваля — оперные и драматические постановки известных ансамблей, а также балетные и танцевальные постановки, концерты, чтения и оперные гала-вечера с участием выдающихся певцов. Молодёжная неделя («Junge Woche») в рамках Международного майского фестиваля представляет спектакли для детей и юношества. Художественный руководитель несет художественную ответственность за выбор программы фестиваля.
В 1952 году Международный майский фестиваль стал одним из учредителей Европейской ассоциации фестивалей.